# Nagroda im. Arthura C. Clarke’a
Nagroda im. Arthura C. Clarke’a (ang. The Arthur C. Clarke Award) – brytyjska nagroda przyznawana corocznie za najlepszą powieść science fiction po raz pierwszy opublikowaną w Wielkiej Brytanii w minionym roku. Nagrodę ustanowił Arthur C. Clarke, a po raz pierwszy przyznano ją w 1987. Nagrodę przyznają jurorzy z następujących instytucji:
- British Science Fiction Association
- Science Fiction Foundation(inne języki)
- Sci-Fi-London (Międzynarodowy Londyński Festiwal Filmów SF i Fantasy)

Zwycięzca otrzymuje nagrodę pieniężną w funtach szterlingach – kwota nagrody jest taka sama jak rok, w którym ją przyznano (np. nagroda w 2008 wyniosła £2008).

## Zwycięzcy
| Rok  | Autor                 | Tytuł                                                           |
| ---- | --------------------- | --------------------------------------------------------------- |
| 1987 | Margaret Atwood       | Opowieść podręcznej (Handmaid's Tale)                           |
| 1988 | George Turner         | The Sea and Summer                                              |
| 1989 | Rachel Pollack        | Unquenchable Fire                                               |
| 1990 | Geoff Ryman           | Dziecięcy ogród (The Child Garden)                              |
| 1991 | Colin Greenland       | Take Back Plenty                                                |
| 1992 | Pat Cadigan           | Wgrzesznicy (Synners)                                           |
| 1993 | Marge Piercy          | Body of Glass                                                   |
| 1994 | Jeff Noon             | Wurt (Vurt)                                                     |
| 1995 | Pat Cadigan           | Głupcy (Fools)                                                  |
| 1996 | Paul J. McAuley       | Kraina baśni (Fairyland)                                        |
| 1997 | Amitav Ghosh          | Chromosom z Kalkuty (The Calcutta Chromosome)                   |
| 1998 | Mary Doria Russell    | Wróbel (The Sparrow)                                            |
| 1999 | Tricia Sullivan       | Dreaming in Smoke                                               |
| 2000 | Bruce Sterling        | Distraction                                                     |
| 2001 | China Miéville        | Dworzec Perdido (Perdido Street Station)                        |
| 2002 | Gwyneth Jones         | Bold as Love                                                    |
| 2003 | Christopher Priest    | Rozłąka (The Separation)                                        |
| 2004 | Neal Stephenson       | Żywe srebro (Quicksilver)                                       |
| 2005 | China Miéville        | Żelazna Rada (Iron Council)                                     |
| 2006 | Geoff Ryman           | Tlen (Air)                                                      |
| 2007 | M. John Harrison      | Nova Swing                                                      |
| 2008 | Richard Morgan        | Trzynastka (Black Man)                                          |
| 2009 | Ian R. MacLeod        | Pieśń czasu (Song of Time)                                      |
| 2010 | China Miéville        | Miasto i miasto (The City and The City)                         |
| 2011 | Lauren Beukes         | Zoo City                                                        |
| 2012 | Jane Rogers           | The Testament of Jessie Lamb                                    |
| 2013 | Chris Beckett         | Ciemny Eden (Dark Eden)                                         |
| 2014 | Ann Leckie            | Zabójcza sprawiedliwość (Ancillary Justice)                     |
| 2015 | Emily St. John Mandel | Stacja Jedenaście (Station Eleven)                              |
| 2016 | Adrian Tchaikovsky    | Dzieci czasu (Children of Time)                                 |
| 2017 | Colson Whitehead      | Kolej podziemna. Czarna krew Ameryki (The Underground Railroad) |
| 2018 | Anne Charnock         | Dreams Before the Start of Time                                 |
| 2019 | Tade Thompson         | Rosewater                                                       |
| 2020 | Namwali Serpell       | The Old Drift                                                   |
| 2021 | Laura Jean McKay      | The Animals in That Country                                     |
| 2022 | Harry Josephine Giles | Port hwjezdny Topjo (Deep Wheel Orcadia)                        |
| 2023 | Ned Beauman           | Venomous Lumpsucker                                             |
| 2024 | Martin MacInnes       | In Ascension                                                    |
| 2025 | Sierra Greer          | Annie Bot                                                       |